# 毘沙門町
毘沙門町（びしゃもんちょう）は、奈良県奈良市の中央部、市街地の中央部に位置する地区である。ならまちに位置する町の一つ。郵便番号は630-8383。

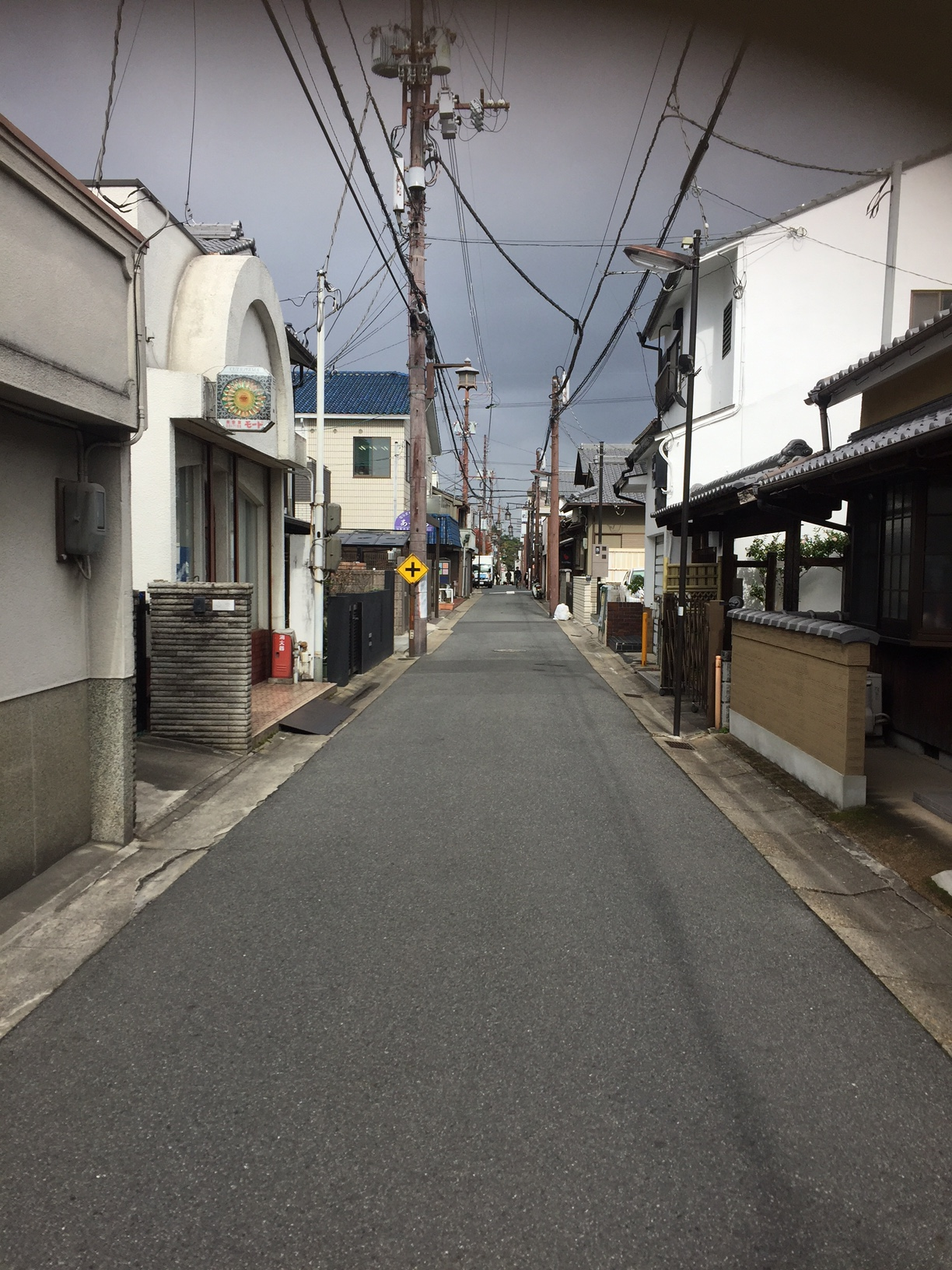
毘沙門町の昼の風景

## 地理
奈良市に位置する。北は鵲町、北東は公納堂町、南東は十輪院町、南西は薬師堂町、西は芝新屋町、北西は芝突抜町に接する。

### 地名の由来
町の西側に毘沙門天を安置する「毘沙門堂」があることからその名がついた。信貴山の本尊にあった毘沙門天が、兵乱時に持ち出され、現在の毘沙門町付近に捨てられていたため、この毘沙門堂に安置されたといわれている。現在は法徳寺にあるとされる。

## 歴史
もともと、町の西側には元興寺大塔院の境内が、東側には元興寺禅院境内があったという。宝永年間（1704年～1711年）には春日若宮祭に出演する能役者や、参勤する大名らに宿泊所を提供する宿割町として栄えた。1859年に火事によって元興寺大塔が焼失した。また、昭和30年頃には多くの店が立ち並びにぎわいを見せていたが、現在はほぼすべての店が閉まっている。

## 施設
- 正木家住宅 (奈良女子大学奈良町セミナーハウス)

## 交通
近鉄奈良駅から徒歩で約13分。

## 小・中学校の学区
奈良市立飛鳥小学校および、奈良市立飛鳥中学校校区にあたる。